# Lee Dae-hwi
Lee Dae-hwi (hangul: 이대휘, Seúl, 29 de enero de 2001), más conocido como Daehwi, es un cantautor y presentador surcoreano. Es miembro del grupo masculino surcoreano AB6IX, y es conocido por su participación en el programa de competencia de telerrealidad Produce 101 Season 2, donde terminó en tercer lugar en la general y se convirtió en miembro del grupo masculino Wanna One. A medida que el grupo promocionó durante un año y medio, logró el éxito comercial y de crítica con sus cuatro álbumes encabezando la lista de álbumes Gaon de Corea del Sur y sus cinco sencillos principales en el top tres de la lista digital de Gaon de Corea del Sur. Lanzó la canción "Candle" con Park Woo-jin que alcanzó el número 60 en el Gaon Single Chart . Además de cantar y escribir canciones para varios artistas, fue anfitrión invitado y luego se convirtió en el anfitrión permanente del programa de variedades M Countdown .

## Biografía
Lee Dae-hwi nació en Seúl, Corea del Sur.  Había vivido en Osaka, Japón, durante dos años y en Los Ángeles, Estados Unidos, durante seis años.  Comenzó su camino como ídolo después de aprobar la Audición Global de JYP Entertainment en los Estados Unidos para comenzar su vida de aprendiz en Corea del Sur en 2015. A finales de 2016 fue aceptado en Brand New Music a través de una audición.  Se especializa en el Departamento de Artes Escénicas de la Escuela de Artes Escénicas de Seúl .

## Carrera profesional
En 2017, Lee participó en Produce 101 Season 2, un programa de competencia de telerrealidad transmitido en Mnet que produce una banda de chicos de un campo de 101 concursantes. Lee se convirtió en el primer intérprete central del tema promocional del programa, " Pick Me ".  Participó en el programa junto con los aprendices representantes de Brand New Music Park Woo-jin, Im Young-min y Kim Dong-hyun. En la final, terminó en tercer lugar con 1,102,005 votos, lo que le aseguró un lugar como miembro de la banda de chicos que se llamó Wanna One .

### 2017-2019: Wanna One, anfitrión invitado
Wanna One debutó en el Wanna One Premier Show-Con el 7 de agosto de 2017 en el Gocheok Sky Dome con el miniálbum 1 × 1 = 1 (To Be One). Luego pasó a representar al grupo en varias apariciones en programas de variedades como Saturday Night Live Korea, Wednesday Food Talk, Amazing Saturday, Produce 48, Visiting Tutor y King of Masked Singer.
También continuó promocionando con Wanna One, incluso como parte de la unidad de Wanna One, The Heal, como dúo con su compañero Ong Seong-wu. Participó como letrista de la canción de la unidad, "Sandglass", que es producida por Heize. El grupo se disolvió en enero de 2019.¿.
En 2018, Lee participó en varias actividades destacadas en solitario como maestro de ceremonias. Formó parte de Global MC Crew en M Countdown, un programa de música en Mnet. También ha participado como maestro de ceremonias especial en programas musicales como Inkigayo, M Countdown en Tailandia y el festival de música KCON 2017-2018 durante sus paradas en Los Ángeles, Australia, Japón, Nueva York., y Tailandia.
Lee también ha compuesto y producido canciones para los programas Produce 101 . Durante la primera evaluación del programa Produce 101 Season 2, interpretó su propia canción compuesta, titulada "Hollywood". Después de su debut en Wanna One, Lee había lanzado activamente sus propias canciones bajo su sello, Brand New Music. Su primera canción lanzada bajo el sello fue "Good Day", que se incluyó en el primer sencillo digital de MXM.
En 2018, Lee participó en el programa de competencia de Mnet Produce 48 como uno de los productores de las canciones de Concept, que se tituló "Nos vemos de nuevo". Sus otras canciones compuestas para sus compañeros de agencia incluyen "Remember Me" de Kang Min-hee, "Wish You Love Me" y "Dawn", que se incluyó en el primer álbum de MXM More Than Ever .

### 2019-presente: single en solitario y debut de AB6IX
En enero de 2019, Lee colaboró con su compañero de agencia Park Woo-jin y lanzó un sencillo titulado "Candle".  La canción alcanzó el número 60 en el Gaon Single Chart .  Lee también se unió a la banda de chicos de Brand New Music, AB6IX, que debutó en mayo.
Lee escribió la canción "Slow" para el álbum debut de Yoon Ji-sung, Aside;  la canción "Young20" para Park Ji-hoon, y la canción "Airplane" del segundo miniálbum de Iz * One. Corazón * Iz .

## Filmografía

### Series de televisión
| Año  | Programa            | Papel        | Cadena | Ref.   |
| ---- | ------------------- | ------------ | ------ | ------ |
| 2022 | Love Is for Suckers | Kim Sang-woo | ENA    | [ 30 ] |

### Programas de variedades
| Año   | Programa                                  | Cadena                        | Notas   |
| ----- | ----------------------------------------- | ----------------------------- | ------- |
| 2021- | How A Family Is Made (We Became a Family) | MBC / Discovery Channel Korea | miembro |